# 4435 Holt
4435 Holt è un asteroide areosecante. Scoperto nel 1983, presenta un'orbita caratterizzata da un semiasse maggiore pari a 2,3176707 au e da un'eccentricità di 0,3348626, inclinata di 21,90094° rispetto all'eclittica.
L'asteroide è dedicato all'astronomo statunitense Henry E. Holt.